# Онуфрий Мальский
Онуфрий Мальский, Онуфрий Изборский (ум. 12 июня 1492, Мальский монастырь) — преподобный Русской православной церкви.
Память 12 июня, в первое воскресенье после Петрова поста и в Соборе Псковских святых.

## Биография
Был учеником преподобного Евфросина Псковского. Уединился на Сенном острове на Мальском озере в четырёх вёрстах от Изборска. Прослышав о пустынном подвижнике, приходили к нему искавшие спасения в удалении от мира любители пустынного иноческого жития и умножали число мальских насельников, пока одинокий скит не разросся в Мальский Спасо-Рождественский монастырь.
Скончался 12 июня 1492 года и был погребен в Рождественской церкви, в приделе, посвящённом его имени. После кончины преподобного его заменил его ученик и сподвижник — преподобный Авксентий.
Память преподобного Онуфрия совершается также в так называемое «Мальское воскресенье» — первое воскресенье после Петрова поста. В глубокой древности в этот день выпал обильный снег, от которого могли погибнуть все посевы и растения, но по молитвам преподобного Онуфрия снег быстро растаял, не причинив никакого вреда, и в этот год урожай был больше прежнего. С тех пор положили ежегодное празднование в память об этом чуде.